# ランツクネヒト

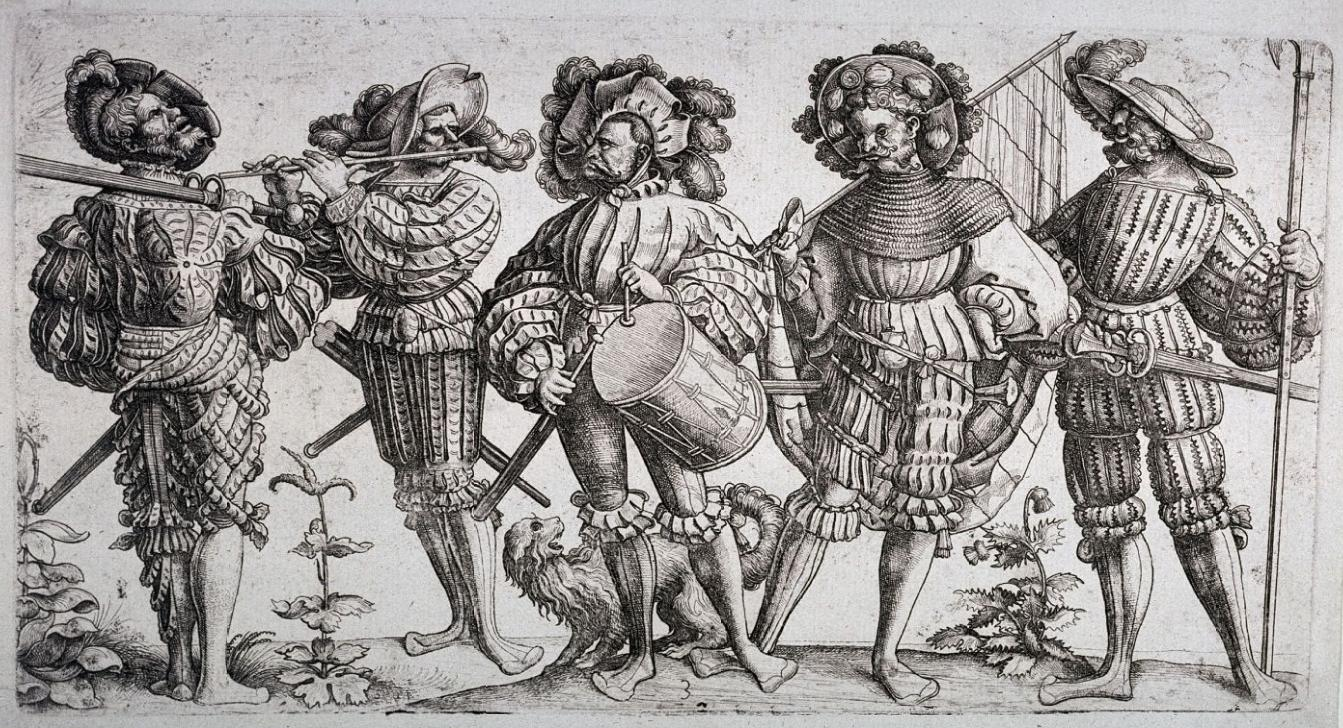
『五人のランツクネヒト（Die fünf Landsknechte）』Daniel Hopferによるエッチング。16世紀前半。

ランツクネヒト（独: Landsknecht、複数形: Landsknechte）は、1486年に神聖ローマ帝国のローマ王マクシミリアン1世によってスイス傭兵を模範として編成されたヨーロッパ（主にドイツ）の歩兵の傭兵である。ランツィケネッキ（伊: Lanzichenecchi）とも呼ばれる。

## 概要
マクシミリアン1世がブルゴーニュ公国をめぐるフランスとの紛争の中で自分の歩兵部隊の必要性を痛感し組織したとされる。このランツクネヒトの登場によって、まだ決定的なものでないにしてもそれまでの騎士を中心とする中世ヨーロッパの戦争のあり方が徐々に変わっていった。
公式には神聖ローマ皇帝に仕えなければならなかったが、より多くの報酬や略奪を求めて、条件のよい雇用主と契約する形態が広まっていった。
主にピーケ(Pike、長槍)やヘルムバルテ(Helmbarte、矛槍)を、それ以外にもツヴァイヘンダー（両手剣）や白兵戦用の剣（カッツバルゲル）を装備していた。服装は非常に派手で、ホーゼ（パンツ／ズボン）は左右で縞模様や色の違ったものを履き、上着には縦に切れ目を入れて下地の色が見えるようになっており、この衣装で戦いに赴いた。服装に厳格であった中世においてこの衣装は非常に趣味が悪いとして顰蹙を買ったが、「あまりに危険な立場の彼らが、少しぐらいの楽しみの誇りのために、このような格好をしてもよいではないか」というマクシミリアン1世の発言により、死ぬ間際の娯楽として許可された。また、初期には弩、後の時代には火縄銃や大砲を使用する事もあった。15世紀後半から16世紀にかけて活躍し、ルネッサンス期の普遍的な傭兵として名声が高かった。三十年戦争でも戦い、彼らが大活躍したからこそ戦後のドイツの人的、経済的被害は壊滅的になったとも言われている。
とりわけ危険を伴う最前線を志願して戦うことで割増の報酬を得る傭兵もおり、ドッペルゾルドナー（独: Doppelsöldner, 「2倍の報酬を得る者」の意）と呼ばれた。
スイス傭兵とはいわば師弟の関係になるが、同時に商売敵でもあったため、戦場で両者が対面した時は特に凄惨な戦闘が繰り広げられたという。